# Fred Schonewille
Fred Schonewille (Assen, 3 maart 1969) is een Nederlands jurist en voormalig politicus.

## Biografie
Fred Schonewille studeerde tussen 1987 en 1993 aan de Rijksuniversiteit Leiden en de Universiteit van Stellenbosch Nederlands recht, notarieel recht en christelijke ethiek. Hierna werd hij notaris.
Van 23 mei 2002 tot 30 januari 2003 was hij Tweede Kamerlid voor de LPF. In de Tweede Kamer hield Schonewille zich bezig met justitie (algemeen, civiel en familierecht), Grondwetszaken, verkeer en waterstaat en Europese Zaken. Hij was ondervoorzitter van de vaste commissie voor Binnenlandse Zaken en Koninkrijksrelaties. Samen met Boris Dittrich (D66) maakte hij zich sterk voor het verlenen van spreekrecht aan slachtoffers van misdrijven.
Schonewille werd opgeleid als mediator en scheidingsbemiddelaar en werkte in de praktijk van Peter Hoefnagels, zijn leermeester. Hij verzorgt cursussen op het terrein van mediation, het relatievermogens- en echtscheidingsrecht en het notariële (tucht)recht. In 2008 organiseerde hij de eerste echtscheidingsbeurs in Nederland.
Hij is als universitair docent en onderzoeker verbonden aan het Molengraaff Instituut van de Universiteit Utrecht en aan het Utrecht Centre for European Research into Family law, met als aandachtsgebieden relatievermogensrecht, mediation en notariële ethiek en notarieel tuchtrecht. Op 14 februari 2012 promoveerde hij aan de Universiteit Leiden op zijn dissertatie Partijautonomie in het relatievermogensrecht. Rond deze promotie hekelden Schonewille en enkele collega's het feit dat hem werd verboden op het titelblad van zijn proefschrift een verwijzing naar God te maken, volgens de promovendus een uiting van 'seculier fundamentalisme'.
Bij de Tweede Kamerverkiezingen 2021 stond hij op de kandidatenlijst van NLBeter. De partij werd niet verkozen.